# Achouffe
Achouffe est un village de la ville belge de Houffalize situé en Région wallonne dans la province de Luxembourg.

## Histoire
Avant la fusion des communes de 1977, Achouffe appartenait à la commune de Wibrin.
En 2016 et 2017, Achouffe tient lieu de village départ du Legends Trail, course ultra-trail considérée comme la plus dure de Belgique.

## Géographie
Achouffe est situé en Ardenne, à la confluence des ruisseaux de Martin-Moulin et de Chevral.

## Annexe